# Les Moneghetti
Les Moneghetti (monégasque : I Muneghëti) est un quartier de Monaco, situé dans la partie nord-ouest de la principauté.

## Présentation
Les Moneghetti est principalement résidentiel et touristique, il fait partie du quartier traditionnel de la Condamine.